# Мэсси, Уолтер
Уолтер Юджин Мэсси (англ. Walter Eugene Massey; род. 5 апреля 1938, Хаттисберг, Миссисипи) — американский учёный-физик и администратор, также бизнесмен, деятель высшей школы. Физик-теоретик, специалист по квантовым жидкостям и твёрдым телам. Выдающийся темнокожий физик.
Доктор философии (1966). Член Американского философского общества (1991). В 1991—1993 годах директор Национального научного фонда (NSF). В 1995—2007 годах президент Morehouse College (поныне эмерит). В 2010—2016 годах президент School of the Art Institute of Chicago.
Также являлся провостом и старшим вице-президентом системы Калифорнийского университета (1993—1995), вице-президентом Чикагского университета (1983—1991), директором Аргоннской национальной лаборатории (1979—1984). Более всего, по продолжительности, был связан с Чикагским университетом. На должности директора NSF содействовал утверждению финансирования оным, крупнейшего на сегодняшний день, — LIGO (против этого проекта тогда выступала большая часть астрономического сообщества).

## Биография
Окончил Morehouse College (бакалавр физики и математики, 1958). В Университете Вашингтона в Сент-Луисе получил степени магистра и доктора философии по физике. В 1966-1968 годах в Аргоннской национальной лаборатории. В 1969—1970 годах ассистент-профессор Иллинойсского университета в Урбане-Шампейне. С 1970 года ассоциированный профессор, в 1975—1979 годах полный профессор и декан колледжа Брауновского университета, - самое последнее что, станет его первым административным опытом. В 1979—1984 годах директор Аргоннской национальной лаборатории. В 1979—1993 годах профессор физики и в 1983—1991 годах вице-президент по исследованиям Чикагского университета. В 1993 году стал провостом и вице-президентом Калифорнийского университета. С 1995 года президент своей альма-матер, Morehouse College.
Член советов директоров Amoco (1982—1998), Motorola (1984—2006), BP (1998—2008), Bank of America (1998—2010, его председатель в 2009—2010 гг.), McDonald's Corporation (с 1998).
Член Американской академии искусств и наук.
Президент Американской ассоциации содействия развитию науки (1989).
Феллоу и экс-вице-президент Американского физического общества. Член Совета по международным отношениям. Сооснователь National Society of Black Physicists. Женат, два сына, внуки. Сторонник возрождения ядерной энергетики. Некогда заядлый теннисист, он на протяжении двух лет состоял в совете Теннисной ассоциации США.
Награды и отличия
- Public Humanities Award, Illinois Humanities (2016)
- Vannevar Bush Award (2019)
- Enrico Fermi Making History Award for Distinction in Science, Medicine, and Technology, Chicago History Museum[англ.]

Удостоился более 30 почётных степеней, в том числе от Йеля.